# Bataille d'Halmyros
La bataille d'Halmyros, anciennement parfois bataille du lac Copaïs ou du Céphise, qui eut lieu le 15 mars 1311, fut le dernier affrontement en Grèce entre les mercenaires de la Compagnie catalane et la chevalerie franque du duché d'Athènes. La conséquence de la victoire des premiers fut l’installation d’une principauté catalane à Athènes et la prise de contrôle de plusieurs seigneuries issues de la quatrième croisade.

## Origine du conflit
Depuis 1303 la Compagnie catalane était au service de l’empire byzantin pour le compte duquel elle avait combattu les Turcs. Puis, brouillés avec les Byzantins, après avoir ravagé la Thrace en 1305-1307 les Catalans s’étaient installés en Macédoine avant de descendre vers la Thessalie en 1309.
Alors que le despote de Thessalie Jean II Doukas envisageait de les employer contre les Latins, le duc d’Athènes Gautier V de Brienne réussit à s’attacher les mercenaires catalans. Au printemps 1310 il installa en Béotie une troupe composée de 3 500 cavaliers et 4 000 fantassins. Ces derniers, à partir de la prise de Zeitoun le 6 juin, conquièrent pour son compte dans une campagne de 6 mois une trentaine de châteaux en Thessalie contre les impériaux et les troupes du despotat d’Épire 
Apprenant qu’ils allaient être licenciés après versement d’une solde incomplète de deux mois et le maintien d’une troupe réduite de 200 hommes à cheval et 500 fantassins, les Almogavres dirigés par leurs officiers (le « Conseil des Douze ») se retournèrent contre les Francs. 
Le duc Gautier de Brienne rassembla alors son armée féodale en faisant appel à ses vassaux et alliés : le marquis Alberto Pallavicini de Bodonitza également Tercier d’Eubée du chef de son épouse, Thomas III de Straumoncourt seigneur  de Salone et les autres seigneurs d'Eubée : Giorgio Ier Ghisi, Jean de Maisey et Bonifacio Ier da Verona, Antoine le Flamenc seigneur de Karditsa de Béotie, Renaud de la Roche seigneur de Véligosti et Damala, Niccolò Sanudo fils aîné du duc de Naxos soit au total 700 chevaliers dont deux cents « aux éperons d’or », 6 400 hommes à cheval et 8 000 hommes de pieds.

## Localisation
Les principales sources médiévales situent le champ de bataille à deux endroits différents, ce qui a donné lieu à diverses interprétations par les historiens ayant traité de la question, qui suivent l'une ou l'autre possibilité et ont parfois changé d'avis en fonction de l'avancée de la recherche. Les chroniqueurs Muntaner et Grégoras indiquent en effet la vallée du Céphise en Béotie, près de Thèbes, tandis que les différentes versions de la chronique de Morée indiquent la région d'Halmyros en Thessalie. Selon David Jacoby, le fait que Marino Sanudo donne lui aussi Halmyros comme lieu de la bataille dans une de ses lettres publiée en 1940, ainsi que d'autres considérations militaires et géographiques, doivent faire pencher la balance pour Halmyros. Cette conclusion a ainsi été adoptée par les historiens K. Setton et R-J Loenertz qui citaient la Béotie dans leurs ouvrages antérieurs.

## La bataille
La bataille  décisive a lieu le lundi 15 mars 1311.
Arrivant du sud l’armée des Francs se positionne sur un terrain déjà tenu par les Catalans. Elle s’arrête au-delà de la portée de leurs armes et rompt sa formation en se déployant parallèlement à l’ennemi. Le duc Gauthier dispose la cavalerie de son ost féodal sur un front de même étendue et la répartit sur deux rangs par divisions aux ordres des seigneurs, les sergents à cheval et les gens de pieds restant massés derrière eux.
Le terrain marécageux sous les hautes herbes de printemps offrait aux chevaliers l’aspect net d’un champ de tournoi. La lourde chevalerie franque s’enlise dès la première charge, est culbutée et massacrée par les piétons catalans. Le duc Gauthier, atteint d’une flèche, tombe au premier rang et il est décapité. À l'exception de Boniface de Vérone, presque tous les siens périssent : le marquis Alberto Pallavicini, le seigneur de Salona, le Tercier Giorgio Ier Ghisi ainsi que Renaud de la Roche. Niccolò Sanudo blessé est fait prisonnier. La quasi-totalité de la chevalerie franque de l’Hellade centrale trouve la mort dans le combat.

## Conséquences
Les Catalans vainqueurs s’emparent de Thèbes, Athènes et des autres places jusqu’à l’isthme de Corinthe, y compris la seigneurie de Salone près de Delphes. Seul le marquisat de Bodonitza est épargné par la conquête.
Sans véritable chef, les Catalans afin de légitimer leur conquête nomment comme « Maréchal » Roger Desllor, un chevalier roussillonnais qui avait participé à la bataille dans les rangs de Gautier de Brienne et à qui ils donnent la seigneurie de Salone et comme épouse la veuve de Thomas III de Stromoncourt.  Roger Desllor dirige la Compagnie pendant un an, jusqu’à ce que le roi Frédéric II de Sicile, sollicité, désigne son fils cadet Roger-Manfred comme duc d’Athènes (1312-1317), avec comme gouverneur Berenguer Estanyol (1312-1316).
Cette bataille eut comme autre conséquence, selon René Grousset, la « dénationalisation » définitive de la Morée franque, qui n’avait reçue qu’une immigration de barons, et dont le peuplement fut hispanisé en Béotie et en Attique après avoir été italianisé dans le Péloponnèse après la bataille de Pélagonia.
En 1331-1332, Gautier VI de Brienne, le fils du vaincu, tente en vain à la tête de 800 chevaliers et de 500 hommes de reconquérir son patrimoine.